# Ipomoea cordifolia
Ipomoea cordifolia är en vindeväxtart som beskrevs av William Carey och Voigt. Ipomoea cordifolia ingår i släktet praktvindor, och familjen vindeväxter. Inga underarter finns listade i Catalogue of Life.